# Smolikas
Smolikas (grekiska: Σμόλικας) är Pindosbergens högsta, och Greklands näst högsta, berg med en topp på 2 637 m ö.h.
Smolikas bergarter är huvudsakligen basiska och ultrabasiska ofioliter.

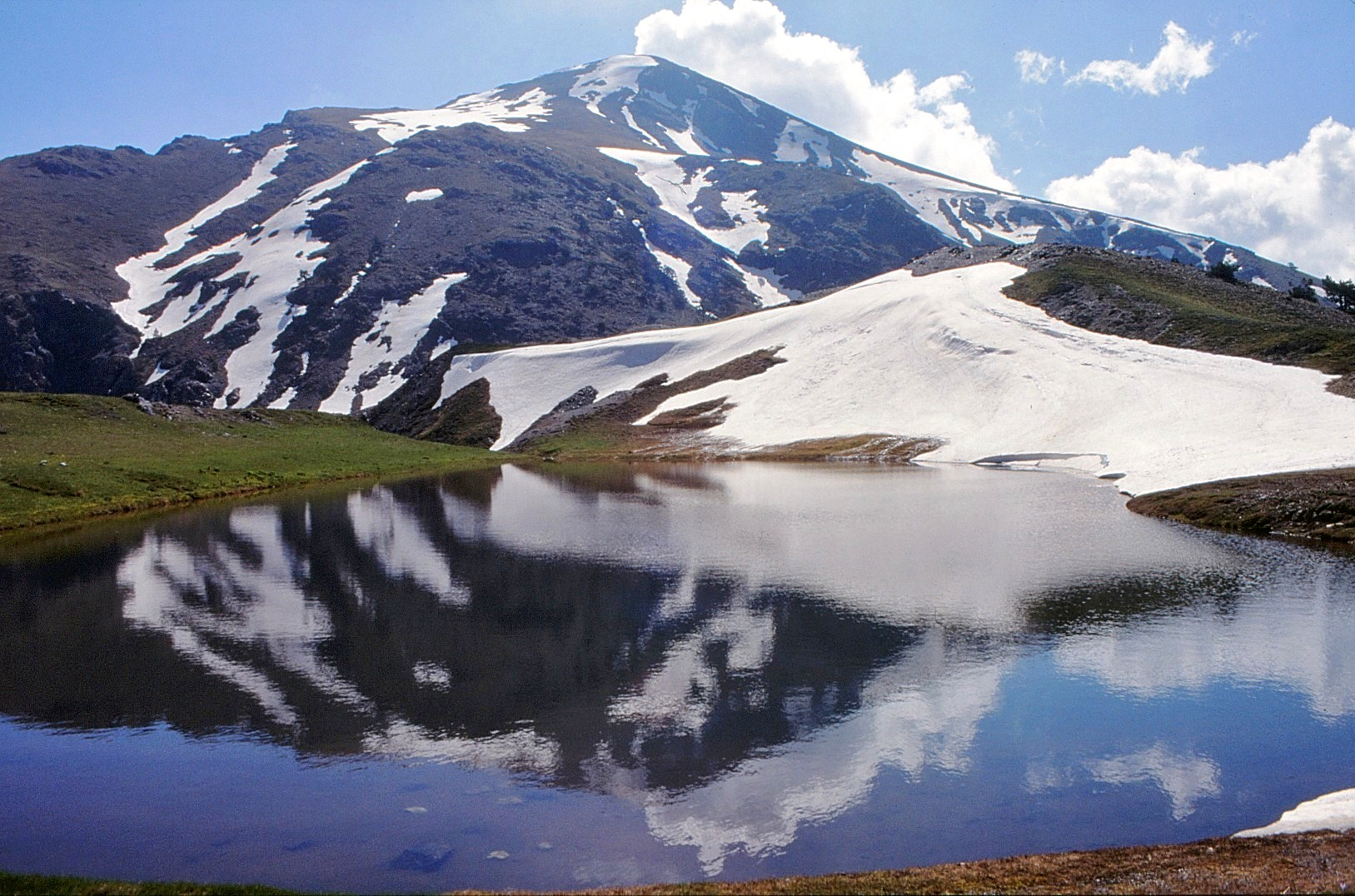